# Jørgen Sonne (peintre)
Pour les articles homonymes, voir Jørgen Sonne.
Jørgen Valentin Sonne, né le 24 juin 1801 à Birkerød et mort le 24 septembre 1890 à Copenhague, est un peintre danois.
Il est l'auteur de la fresque qui décore l'une des façades du musée Thorvaldsen, à Copenhague.

## Liens externes

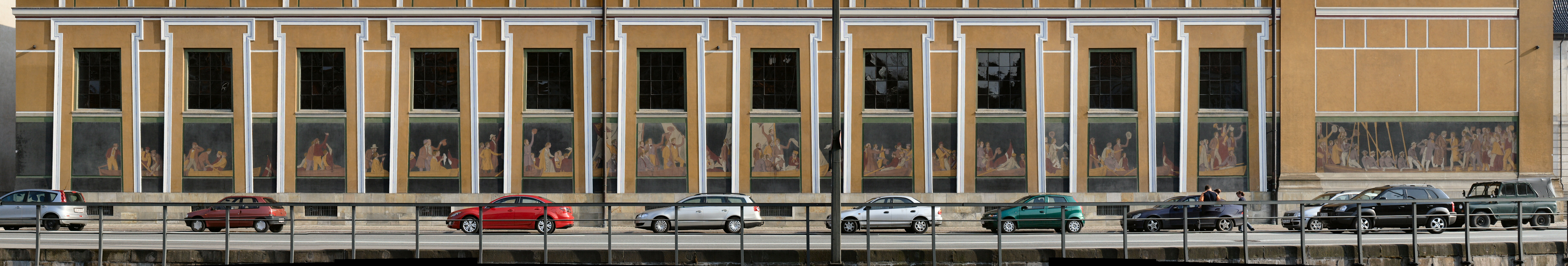
Fresque murale de Jørgen Valentin Sonne, au musée Thorvaldsen, à Copenhague.